# Deuxième circonscription de Dessie Zuria
La deuxième circonscription de Dessie Zuria est une des 135 circonscriptions législatives de l'État fédéré Amhara, elle se situe dans la Zone Sud Wollo. Sa représentante actuelle est Abeba Yosef Haylu.